# Калес, Жан Кризостом
Жан Кризостом Калес (фр. Jean-Chrysostôme Calès; 1769—1853) — французский военный деятель, полковник (1807 год), барон (1810 год), участник революционных и наполеоновских войн.

## Биография
Родился в семье эшевена. 10 марта 1792 года вступил на службу, и был выбран лейтенантом 5-го батальона Верхней Гаронны, который в мае 1792 года стал частью Альпийской армии. 19 сентября 1792 года капитан того же батальона, 19 июня 1795 года батальон влился в состав 130-й пехотной полубригады, 12 марта 1796 года – в состав 4-й полубригады линейной пехоты.
Продолжил службу в армии Восточных Пиренеев, 17 ноября 1794 года отличился в деле при Монтань-Нуаре, где с двумя ротами егерей отбросил 800 испанцев, через два дня был ранен при взрыве магазина с порохом в ходе блокады Фигераса.
В 1795 году переведён в Итальянскую армию. Ранен пулей в правую руку в сражении при Кастильоне: враг собирался атаковать левый фланг французов, капитан Калес во главе 3-го батальона смог отразить наступление австрийцев, и французские войска отвоевали свои позиции.
3 мая 1800 года при Энгене его сводный батальон гренадер был окружён кавалерией противника, однако Калес, хоть и был ранен, смог пробиться к своим. Через шесть дней при Биберахе сумел сбить противника с позиций и захватил два орудия.
24 марта 1805 года произведён в командиры батальона. В рядах Великой Армии сражался в Австрийской, Прусской и Польской кампаниях. 14 февраля 1807 года – полковник, возглавил 96-й полк линейной пехоты. В составе дивизии Дюпона отличился при Фридланде.
В 1808 году переброшен на Испанский театр военных действий. 30 ноября 1808 года при Сомосьерре ранен пулей в правую ногу. Вновь ранен 28 июля 1809 года при Талавере. 15 мая 1810 года вышел в отставку.
Барон Калес был избран 16 мая 1815 года депутатом в Палату представителей. По окончании своих полномочий удалился в Сесаль, где и умер в 1853 году.

## Титулы

- Барон Калес и Империи (фр. baron Calès et de l'Empire; декрет от 19 марта 1808 года, патент подтверждён 11 июля 1810 года в Рамбуйе)[1].

## Награды
Легионер ордена Почётного легиона (14 июня 1804 года)
 Офицер ордена Почётного легиона (11 июля 1807 года)
- Дотация в 4000 франков с Вестфалии (17 марта 1808 года)